# Línea 5 (Urbanos de Tres Cantos)
La línea 5 de la red de autobuses urbanos de Tres Cantos conecta Nuevo Tres Cantos con el centro de la localidad, la estación de ferrocarril y la Avenida de Viñuelas.

## Características
La línea se encarga de conectar la periferia de Tres Cantos con el centro, la estación de cercanías y la Avenida de Viñuelas con un recorrido que dura aproximadamente 35 minutos entre cabeceras.
Fue creada el 1 de octubre de 2018, coincidiendo con la ampliación de la línea 713 y en respuesta al crecimiento demográfico de la zona norte de Tres Cantos y el refuerzo de autobuses urbanos los sábados laborables, domingos y festivos, ya que hasta ese entonces la línea 3 era la única que funcionaba todos los días.
Esta línea funciona únicamente los sábados laborables, domingos y festivos, siendo cubierta los días laborables por la línea 4, la cual realiza el mismo recorrido exceptuando el hecho de que finaliza en la estación de cercanías en vez de continuar hacia la Avenida de Viñuelas, ya que ese tramo está cubierto los días laborables por las líneas 1 y 2.
Se trata de la única línea urbana de Tres Cantos que no tiene un recorrido circular y tiene una cabecera y una terminal. Las líneas L1, L2, L3 y L4 del municipio son circulares.
La línea circula exclusivamente por el término municipal de Tres Cantos. Como bien se expresa en la numeración interna del CRTM, recibe el número 5903. El primer dígito corresponde a la línea, en este caso la línea 5. Y los últimos tres dígitos corresponden al municipio por el que circula, en este caso 903 corresponde al municipio de Tres Cantos.
La línea mantiene los mismos horarios todo el año (exceptuando las vísperas de festivo y festivos de Navidad).
Está operada por la empresa ALSA mediante la concesión administrativa VCM-701 - Madrid - Tres Cantos (Viajeros Comunidad de Madrid) del Consorcio Regional de Transportes de Madrid.

## Horarios
| Sábados laborables, domingos y festivos |                                  |
| Nuevo Tres Cantos > Av. Viñuelas        | Av. Viñuelas > Nuevo Tres Cantos |
| 06:32                                   | 07:07                            |
| 07:52                                   | 08:28                            |
| 09:11                                   | 09:50                            |
| 10:36                                   | 11:08                            |
| 11:53                                   | 12:29                            |
| 13:13                                   | 13:49                            |
| 14:35                                   | 15:09                            |
| 15:53                                   | 16:29                            |
| 17:13                                   | 17:49                            |
| 18:36                                   | 19:08                            |
| 19:53                                   | 20:30                            |
| 21:15                                   | 21:51                            |

Paso por la Estación de Tres Cantos aproximadamente 24 minutos después de su salida de Nuevo Tres Cantos.
Paso por la Estación de Tres Cantos aproximadamente 9 minutos después de su salida de la Avenida de Viñuelas.

## Recorrido y paradas

### Sentido Avenida Viñuelas
| Código                                                                                              | Zona | Localidad   | Denominación                                                   | Ubicación                           | Líneas de la parada     | Cercanías   |
| --------------------------------------------------------------------------------------------------- | ---- | ----------- | -------------------------------------------------------------- | ----------------------------------- | ----------------------- | ----------- |
| 20449                                                                                               |      | Tres Cantos | Plaza Puerta de España - Avenida de España                     | Plaza Puerta de España Nº1          | 4 5                     |             |
| 19904                                                                                               |      | Tres Cantos | Avenida de España - Avenida de Madrid                          | Avenida de España Nº1               | 712 N701 4 5            |             |
| 18997                                                                                               |      | Tres Cantos | Avenida de España - Avenida de la Comunidad Valenciana         | Avenida de España Nº1               | 712 N701 4 5            |             |
| 19344                                                                                               |      | Tres Cantos | Calle de Eslovaquia - Plaza de los Barrancos                   | Calle de Eslovaquia Nº131           | N701 4 5                |             |
| 18995                                                                                               |      | Tres Cantos | Calle de Dinamarca - Avenida de Juan Pablo II                  | Calle de Dinamarca Nº1              | N701 4 5                |             |
| 20455                                                                                               |      | Tres Cantos | Avenida Gran Vía de Tres Cantos - Avenida de Teresa de Calcuta | Avenida Gran Vía de Tres Cantos Nº1 | 717 4 5                 |             |
| 20453                                                                                               |      | Tres Cantos | Avenida de Madrid - Calle Guadiana                             | Avenida de Madrid Nº1               | 4 5                     |             |
| 20451                                                                                               |      | Tres Cantos | Avenida de Madrid - Avenida de España                          | Avenida de Madrid Nº1               | 4 5                     |             |
| 19911                                                                                               |      | Tres Cantos | Avenida de Madrid - Calle de Asturias                          | Avenida de Madrid Nº1               | 717 4 5                 |             |
| 19908                                                                                               |      | Tres Cantos | Avenida de Madrid - Avenida de Castilla y León                 | Avenida de Madrid Nº1               | 717 4 5                 |             |
| 21128                                                                                               |      | Tres Cantos | Avenida de Castilla y León - Calle de Galicia                  | Avenida Castilla y León S/Nº        | 717 4 5                 |             |
| 19084                                                                                               |      | Tres Cantos | Avenida de los Montes - Calle del Fuego                        | Avenida de los Montes Nº1           | 713 717 4 5             |             |
| 15660                                                                                               |      | Tres Cantos | Calle de La Maliciosa - Colegio                                | Calle de La Maliciosa Nº22          | 713 4 5                 |             |
| 15662                                                                                               |      | Tres Cantos | Calle de La Maliciosa - Sector Descubridores                   | Calle de La Maliciosa Nº39          | 713 4 5                 |             |
| 06660                                                                                               |      | Tres Cantos | Avenida de Colmenar Viejo - Sector Descubridores               | Avenida de Colmenar Viejo Nº46      | 712 713 723 827 1 3 4 5 |             |
| 08398                                                                                               |      | Tres Cantos | Avenida de Colmenar Viejo - Plaza del Toro                     | Avenida de Colmenar Viejo Nº46      | 712 827 1 3 4 5         |             |
| 08399                                                                                               |      | Tres Cantos | Avenida de los Encuartes - Calle de los Panaderos              | Avenida de los Encuartes Nº21       | 712 827 1 3 4 5         |             |
| 09681                                                                                               |      | Tres Cantos | Avenida de los Encuartes - Ronda de la Luna                    | Avenida de los Encuartes Nº17       | 712 827 1 3 4 5         |             |
| La hora de paso por esta parada es aproximadamente 24 minutos después de salir de Nuevo Tres Cantos |      |             |                                                                |                                     |                         |             |
| 09698                                                                                               |      | Tres Cantos | Plaza de la Estación - Estación de Tres Cantos                 | Plaza de la Estación Nº1            | 1 3 4 5                 | Tres Cantos |
| 09645                                                                                               |      | Tres Cantos | Avenida de los Encuartes - Aveniada de los Labradores          | Avenida de los Encuartes Nº5        | 712 723 827 1 5         |             |
| 09683                                                                                               |      | Tres Cantos | Avenida de Viñuelas - Plaza de la Encina                       | Avenida de Viñuelas Nº2             | 712 723 827 1 5         |             |
| 06647                                                                                               |      | Tres Cantos | Avenida de Viñuelas - Glorieta del Roble                       | Avenida de Viñuelas Nº38            | 723 827 1 5             |             |
| 13233                                                                                               |      | Tres Cantos | Avenida de Viñuelas - Plaza Padre Llanos                       | Avenida de Viñuelas Nº52            | 1 5                     |             |

### Sentido Nuevo Tres Cantos
| Código                                                                                                  | Zona | Localidad   | Denominación                                               | Ubicación                           | Líneas de la parada    | Cercanías   |
| --- | ---- | ----------- | ---------------------------------------------------------- | ----------------------------------- | ---------------------- | ----------- |
| 13236                                                                                                   |      | Tres Cantos | Avenida de Viñuelas - Plaza Padre Llanos                   | Avenida de Viñuelas Nº47            | 2 5                    |             |
| 08393                                                                                                   |      | Tres Cantos | Avenida de Viñuelas - Glorieta del Olivo                   | Avenida de Viñuelas Nº27            | 723 N701 2 5           |             |
| 11103                                                                                                   |      | Tres Cantos | Avenida de Viñuelas Nº17                                   | Avenida de Viñuelas Nº17            | 713 723 N701 2 5       |             |
| 11104                                                                                                   |      | Tres Cantos | Avenida de Viñuelas - Plaza de la Encina                   | Avenida de Viñuelas Nº1             | 712 723 N701 2 5       |             |
| 09644                                                                                                   |      | Tres Cantos | Avenida de los Encuartes - Avenida de los Labradores       | Avenida de los Encuartes Nº46       | 712 723 N701 2 5       |             |
| La hora de paso por esta parada es aproximadamente 9 minutos después de salir de la Avenida de Viñuelas |      |             |                                                            |                                     |                        |             |
| 09692                                                                                                   |      | Tres Cantos | Plaza de la Estación - Estación de Tres Cantos             | Plaza de la Estación S/Nº           | 723 2 5                | Tres Cantos |
| 12509                                                                                                   |      | Tres Cantos | Avenida de los Encuartes - Calle del Comercio              | Avenida de los Encuartes Nº9        | 712 N701 2 4 5         |             |
| 09682                                                                                                   |      | Tres Cantos | Avenida de los Encuartes - Calle de la Hierbabuena         | Avenida de los Encuartes Nº15       | 712 N701 2 4 5         |             |
| 09643                                                                                                   |      | Tres Cantos | Avenida de los Encuartes - Calle de los Panaderos          | Avenida de los Encuartes Nº25       | 712 N701 2 4 5         |             |
| 06661                                                                                                   |      | Tres Cantos | Avenida de Colmenar Viejo - Ayuntamiento                   | Avenida de Colmenar Viejo S/Nº      | 712 N701 2 4 5         |             |
| 08397                                                                                                   |      | Tres Cantos | Avenida de Colmenar Viejo - Sector Literatos               | Avenida de Colmenar Viejo S/Nº      | 712 713 723 N701 2 4 5 |             |
| 19000                                                                                                   |      | Tres Cantos | Calle de La Maliciosa - Sector Pueblos                     | Calle de La Maliciosa Nº1           | 713 4 5                |             |
| 18999                                                                                                   |      | Tres Cantos | Calle de La Maliciosa - Colegio                            | Calle de La Maliciosa Nº1           | 713 4 5                |             |
| 19906                                                                                                   |      | Tres Cantos | Avenida de los Actores - Avenida de los Montes             | Avenida de los Actores Nº22         | 717 N701 4 5           |             |
| 19909                                                                                                   |      | Tres Cantos | Avenida de Madrid - Avenida de Castilla y León             | Avenida de Madrid Nº1               | 717 N701 4 5           |             |
| 19910                                                                                                   |      | Tres Cantos | Avenida de Madrid - Avenida de la Comunidad Valenciana     | Avenida de Madrid Nº1               | 717 N701 4 5           |             |
| 20452                                                                                                   |      | Tres Cantos | Avenida de Madrid - Avenida de España                      | Avenida de Madrid Nº1               | 4 5                    |             |
| 20454                                                                                                   |      | Tres Cantos | Avenida de Madrid - Calle Guadiana                         | Avenida de Madrid Nº1               | 4 5                    |             |
| 20456                                                                                                   |      | Tres Cantos | Avenida Gran Vía de Tres Cantos - Avenida del 21 de marzo  | Avenida Gran Vía de Tres Cantos Nº1 | 717 4 5                |             |
| 20459                                                                                                   |      | Tres Cantos | Calle de Dinamarca - Avenida de Juan Pablo II              | Calle de Dinamarca Nº1              | 4 5                    |             |
| 20458                                                                                                   |      | Tres Cantos | Calle de Eslovaquia - Avenida de los Príncipes de Asturias | Calle de Eslovaquia Nº1             | 4 5                    |             |
| 20457                                                                                                   |      | Tres Cantos | Avenida de España - Avenida de la Comunidad Valenciana     | Avenida de España Nº1               | 712 4 5                |             |
| 19408                                                                                                   |      | Tres Cantos | Avenida de España - Avenida de Madrid                      | Avenida de España Nº1               | 7124 5                 |             |
| 20449                                                                                                   |      | Tres Cantos | Plaza Puerta de España - Avenida de España                 | Plaza Puerta de España Nº1          | 4 5                    |             |